# Rama Lama Records
Rama Lama Records är ett Stockholmsbaserat skivbolag som startades 2016 av Axel Franzén och Sixten Engqvist. Skivbolaget har ett fokus på att ge bra indieartister en plattform och hjälpa dem att nå ut till fler människor. De vann utmärkelsen "Indie label of the year" 2022 på Manifestgalan. Utöver att släppa musik anordnar Rama Lama Records även Fools Gold vilket är en "festival, marknad och samlingspunkt för den fristående musikscenen". Fools Gold har anordnats varje år sedan 2018, med ett uppehåll 2020 på grund av Covid-19.    
Artister som är representeras av Rama Lama Records är bland annat Duschpalatset, Gula Blend, Melby, Steve Buscemi's Dreamy Eyes och Kindsight.   

## Externa sidor
- Rama Lama Records